# پائول گولاسی

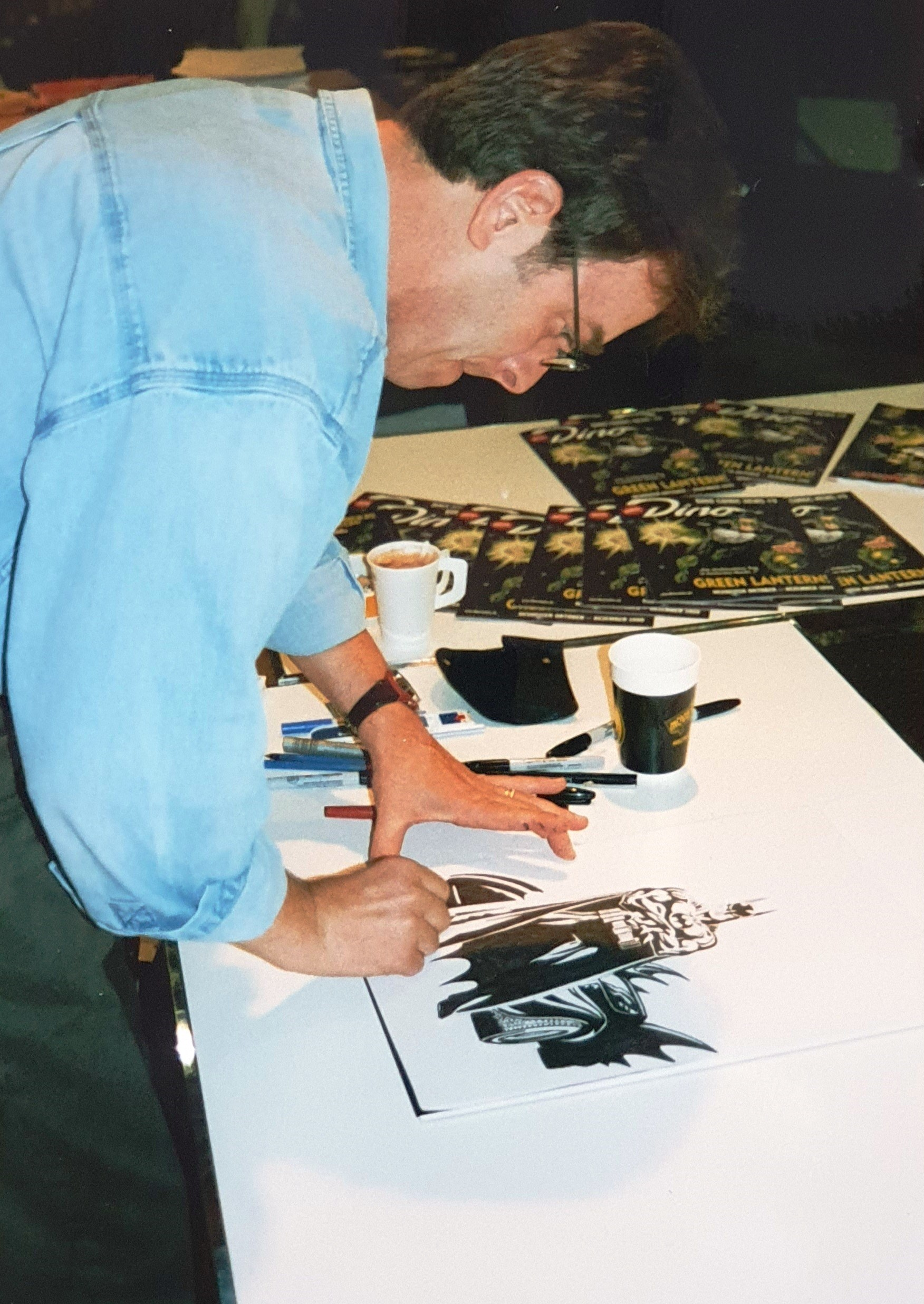
پائول گولاسی

پائول گولاسی (انگلیسی: Paul Gulacy) یک قلم‌زن اهل آمریکا است.
وی بیشتر به خاطر همکاری‌هایش با مارول کمیکس و دی‌سی کمیکس شناخته می‌شود.